# Independence I-cultuur
De Independence I-cultuur was een Paleo-Eskimocultuur die bestond in het noorden van Groenland van 2400 tot 1000 voor Christus en deel uitmaakte van de  Arctische kleine werktuigtraditie. De cultuur is vernoemd naar de Independencefjord in het noordwesten van Groenland waar het centrum van de cultuur lag. Gedurende deze tijd leefde deze cultuur naast de Saqqaqcultuur in het zuiden van Groenland. De Independence II-cultuur ontstond op dezelfde plaats in de 8e eeuw v.Chr, ongeveer 600 jaar na de verdwijning van de Independence I-cultuur. De belangrijkste archeologische vondsten van beide Independenceculturen zijn gedaan door de Deense ontdekkingsreiziger Eigil Knuth.

## Sociale organisatie
Er is weinig onderzoek gedaan naar de sociale organisatie van de Independence I-cultuur, maar er kan aan de analyse van verschillende woningen worden opgemaakt dat een familie uit ongeveer 4 tot 6 personen bestond en in één woning woonde. De woningen van de Independence I-cultuur bestonden uit ronde tenten met een stevige opening en een ingebouwde vierkante haard. Vaak worden er vijf van dit soort woningen bij elkaar gevonden, wat wijst op een groep van ongeveer 20 tot 30 mensen. Er is echter niets bekend over een eventuele seizoensgebonden trek. 